# Strikeforce: Shamrock vs. Diaz
Strikeforce: Shamrock vs. Diaz（ストライクフォース：シャムロック・ヴァーサス・ディアス）は、アメリカ合衆国の総合格闘技団体「Strikeforce」の大会の一つ。2009年4月11日、カリフォルニア州サンノゼのHPパビリオンで開催された。
メインイベントでは、フランク・シャムロック対ニック・ディアスの契約体重試合（179ポンド：約81.2kg）が行われ、またセミメインとしてギルバート・メレンデス対ホドリゴ・ダムの世界ライト級暫定王座決定戦が行われた。

## 大会概要
メインイベントでは、ディアスがシャムロックをパウンドによるTKOで破った。第9試合で行われた世界ライト級暫定王座決定戦ではメレンデスがダムにKO勝ちし、暫定王座を獲得した。
第7試合の女子145ポンド級に出場したブラジルのクリスチャン・サイボーグは152ポンドで計量を終え、7ポンド（レギュレーション枠1ポンドを除いて6ポンド）の体重超過によりカリフォルニア州アスレチック・コミッションからファイトマネー20%没収の処分を受けた。
キャリア8戦全勝のブレット・ロジャース、6戦全勝のアボンゴ・ハンフリーがStrikeforceデビュー。

### カード変更
当初、本大会ではジョシュ・トムソンとギルバート・メレンデスのライト級タイトルマッチが予定されていたが、トムソンの負傷欠場によりメレンデスとダムによる暫定王座決定戦が組まれた。

## 試合結果

### プレリミナリィカード
第1試合 バンタム級 5分3R
○  シンゴ・コハラ vs.  デイブ・コクラン ×
2R 0:04 KO（膝蹴り）
第2試合 ウェルター級 5分3R
○  ジェームス・テリー vs.  ザック・ブシア ×
3R終了 判定3-0（30-27、30-27、30-27）
第3試合 キャッチウェイトバウト（187.5ポンド） 5分3R
○  ロール・カスティーロ vs.  ブランドン・マイケルズ ×
3R 1:45 チョークスリーパー
第4試合 ミドル級 5分3R
○  エリック・ローソン vs.  ウェイロン・ケネル ×
1R 4:54 TKO（レフェリーストップ：マウントパンチ）
第5試合 ミドル級 5分3R
○  ルーク・ロックホールド vs.  バック・メレディス ×
1R 4:07 チョークスリーパー

### メインカード
第6試合 ヘビー級 5分3R
○  ブレット・ロジャース vs.  アボンゴ・ハンフリー ×
2R 1:38 TKO（レフェリーストップ：膝蹴り）
第7試合 女子145ポンド級 3分3R
○  クリスチャン・サイボーグ vs.  赤野仁美 ×
3R 0:35 TKO（レフェリーストップ：スタンドパンチ連打）
第8試合 ミドル級 5分3R
○  スコット・スミス vs.  ベンジー・ラダック ×
3R 3:24 KO（右フック）
第9試合 Strikeforce世界ライト級暫定王座決定戦 5分5R
○  ギルバート・メレンデス vs.  ホドリゴ・ダム ×
2R 2:02 KO（右フック→パウンド）
※メレンデスが王座獲得に成功。
第10試合 キャッチウェイトバウト（179ポンド） 5分3R
○  ニック・ディアス vs.  フランク・シャムロック ×
2R 3:57 TKO（レフェリーストップ：右ボディブロー→パウンド）